# 커트 보니것
커트 보니것 2세(영어: Kurt Vonnegut, Jr., 1922년 11월 11일 ~ 2007년 4월 11일)는 미국의 수필가이자 소설가이다. 풍자, 블랙코미디, 공상과학의 장르를 한데 엮고 삽화를 곁들이는 작가로 유명하다. 소설 《제5도살장》과 《챔피언의 아침식사》는 영화로도 만들어졌다. 수필 《나라없는 사람》은 그의 유작이다.

## 생애
커트 보니것은 독일계 미국인 가정에서 태어났다. 부모의 고조부모가 미국으로 건너왔다. 청년 시절 코넬 대학교에 다니면서 생화학을 전공하였으며, 학교 신문 <코넬 데일리 선>지의 편집장을 지냈다. 코넬 대학교 재학 중에 학점도 낮은데다 반전적인 글로 인해서 코넬 대학교에서 징계를 당하면서 보니것은 1943년 자진 입대를 하게 된다. 그후 자주포 운용병으로 발탁되었다 1944년 오버로드 작전으로인해 정찰병으로 다시 교육받게 된다. 그후 어머니의 날 휴가때 집에 갔다 어머니가 수면제 과다 복용으로 자살하였다는걸 알게 된다.
이후 커트 보니것은 벌지 대전투에서 정찰병으로 적후를 살피다가 독일군의 포로가 되어 드레스덴에 수용되었으며, 이 때 드레스덴 폭격으로 죽을 뻔 했고, 이때 수많은 민간인의 죽음으로 분노한 독일군에게 폭행을 당하기도 했다. 폭탄이 떨어질 때 도살장에 포로로 갇혀있던 경험이 훗날 《제5도살장》의 모티브가 됐으며 그의 다른 소설에도 언급된다.
전후에 보니것은 시카고 대학의 인류학 석사과정을 밟았으며, 시카고의 경찰 보도원으로 일했다. 첫 논문을 대학에 거부당하고 나서 제네럴 일렉트릭의 홍보부에서 일했다. 시카고 대학은 1971년에야 학위를 수여했다. 그의 소설 《고양이 요람》을 정식 논문으로 본 것이다. 그는 거의 글쓰기를 포기할 뻔했지만 아이오와주에 있는 작가 워크숍에서 일하는 동안, 《고양이 요람》이 베스트셀러가 됐다. 크게 고무받은 보니것은 이후 《타임》지의 도서 100선에 들게 되는 《제5도살장》을 집필하기 시작한다. 도중에 누나인 앨리스 보니것과 그 남편이 하루 차이로 사망하여 친척 셋을 입양하여 키우게 되었다.
1969년에는 반전소설의 대명사급인 《제5도살장》을 출간하며 이후 작품이 오페라, 연극, 영화 등으로 만들어지는 성공을 거둔다. 《제5도살장》에서 처음 등장한 킬고어 트라우트란 인물은 커트 보니것 자신의 분신이자 자화상으로 이후 그의 여러 소설 속에 다시 등장한다. 그는 1972년에 아내인 제인 콕스 보니것과 이혼하고 사진사와 재혼하였다. 1997년에는 형인 버나드 보니것이 암 투병중 사망한다. 그 후에도 수필가와 소설가로 활동하다가, 2007년에 뉴욕의 맨해튼에 있는 자택의 계단에서 굴러 떨어져 84세의 나이로 사망하였다.

## 대표작

### 소설
- 《자동 피아노》 Player Piano (1952)
  - 정석권 역, 금문, 2001. ISBN 89-87265-13-7
- 《타이탄의 미녀》 The Sirens of Titan (1959)
  - 이강희 역, ―, 금문서적, 2003. ISBN 89-87265-18-8
  - 노종혁 역, 《저 위의 누군가가 날 좋아하나봐》, 새와 물고기, 1994. ISBN 89-7984-002-0
- 《마더 나이트》 Mother Night (1961)
  - 김한영 역, ―, 문학동네, 2009. ISBN 89-546-0755-1
  - 왕철 역, 《내 영혼의 밤》, 동인, 1996. ISBN 89-86175-23-1
- 《고양이 요람》 Cat's Cradle (1963)
  - 김송현정 역, 문학동네, 2017. ISBN 9788954648677
  - 박웅희 역, 아이필드, 2004. ISBN 89-89938-50-3
  - 노종혁 역, 새와물고기, 1994. ISBN 89-7984-003-9
- 《신의 축복이 있기를 로즈워터씨》 God Bless You, Mr. Rosewater, or Pearls Before Swine (1965)
  - 김한영 역, 문학동네, 2010. ISBN 89-546-0989-9
- 《제5도살장》 Slaughterhouse-Five, or The Children's Crusade: A Duty-Dance with Death (1969)
  - 정영목 역, ―, 문학동네, 2016, ISBN 978-89-546-4325-2
  - 박웅희 역, ―, 아이필드, 2005. ISBN 89-89938-60-0
  - 노종혁 역, 《죽음과 추는 억지춤 또는 어린아이들의 십자군전쟁》, 새와물고기, 1994. ISBN 89-7984-004-7
  - 김종운 역, ―, 을유문화사, 1980.
- 《챔피온들의 아침식사》 Breakfast of Champions, or Goodbye Blue Monday (1973)
  - 이형식 역, 금문, 2001. ISBN 89-87265-14-5
- Slapstick, or Lonesome No More! (1976)
- 《제일버드》 Jailbird (1979)
  - 나영균 역, 웅진출판, 1994, ISBN 89-01-01181-6
- Deadeye Dick (1982)
- 《갈라파고스》 Galápagos: A Novel (1985)
  - 박웅희 역, 세계인, 1997. ISBN 89-87041-01-8
- Bluebeard, the Autobiography of Rabo Karabekian (1916–1988) (1987)
- Hocus Pocus (1990)
- 《타임 퀘이크》 Timequake (1997)
  - 박웅희 역, 아이필드, 2006. ISBN 89-89938-70-8

### 기타
- 《신의 축복이 있기를 닥터 키보키언》 God Bless You, Dr. Kevorkian (1999)
  - 김한영 역, 문학동네, 2011. ISBN 89-546-1385-3
- 《나라없는 사람》 A Man Without a Country (2005)
  - 김한영 역, 문학동네, 2007. ISBN 89-546-0347-5
- 《그래, 이 맛에 사는거지》 If This Isn't Nice, What Is?: Advice for the Young (2013)
  - 김용욱 역, 문학동네, 2017, ISBN 978-89-546-4417-4